# Soyanopteridae
Soyanopteridae – wymarła rodzina owadów z rzędu świerszczokaraczanów. W zapisie kopalnym znane są z permu, od kunguru po loping. Ich skamieniałości znajdowane się na terenie Rosji.
Były to owady o prognatycznej głowie, zaopatrzonej w stosunkowo małe oczy złożone. Ich przedplecze miało bardzo szerokie paranota z szerokim wcięciem na przedniej krawędzi. Wszystkie odnóża były podobnych rozmiarów, krótkie, miały szeroko rozstawione biodra. Przednie skrzydła były pozbawione międzykrywki, w ich użyłkowaniu żyłka subkostalna kończyła się łącząc z żyłką radialną, sektor radialny brał początek w nasadowej połowie skrzydła, żyłka medialna zaczynała się rozgałęziać w nasadowej ⅓ skrzydła, a przednia żyłka kubitalna zaczynała się nieregularnie rozgałęziać w swojej przedniej ćwiartce. Pole radialne było silnie rozszerzone, a przestrzeń między żyłkami radialnymi zwężona. Odwłok zaopatrzony był w krótkie przysadki odwłokowe.
Takson ten wprowadzony został w 2011 roku przez Daniła Aristowa i Aleksandra Rasnicyna. Według rewizji Aristowa z 2015 należą tu następujące rodzaje:
- †Poldarsia Aristov et Rasnitsyn, 2011
- †Soyanoptera Aristov et Rasnitsyn,  2011
- †Stereosylva Aristov, 2002